# Anfi
Die Anfi-Gruppe (spanisch Grupo Anfi; englisch Anfi-Group) ist ein Touristikunternehmen mit Sitz auf Gran Canaria. Sie verfügt mit Anfi del Mar und Anfi Tauro Golf & Luxury Resorts über zwei Ferienanlagen mit insgesamt fünf Hotels im Südwesten der Insel und ist Mitglied der europäischen Resort Development Organisation (RDO).
Mehrheitseigentümerin des Unternehmens ist mit Stand von 2025 die IFA Canarias, ein Tochterunternehmen der spanischen Lopesán-Gruppe.

## Geschichte

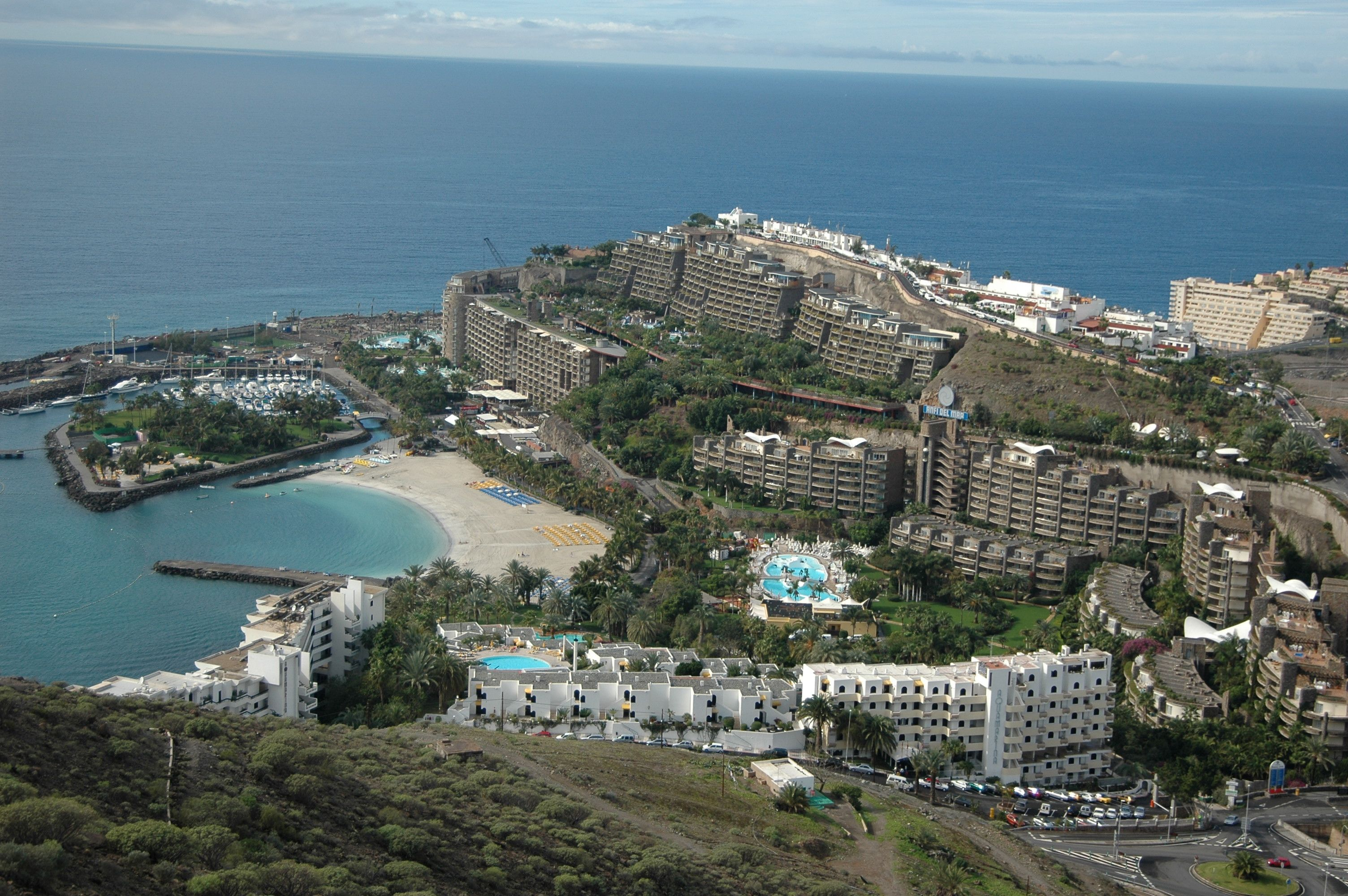
Blick auf einen Teil der Anfi-Anlage mit Strand und Insel, 2005

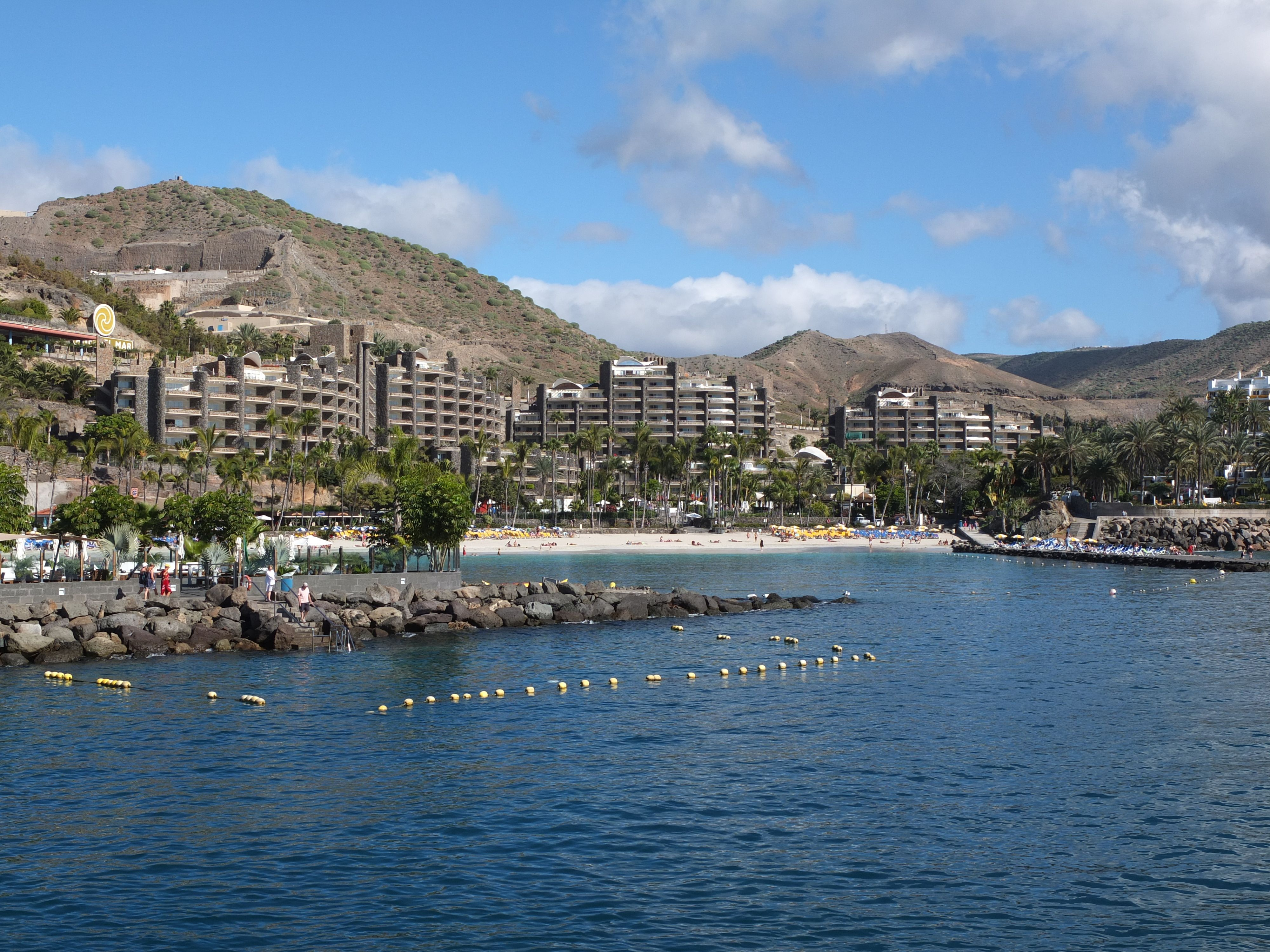
Anfi Beach vom Fähranleger aus gesehen, Januar 2014

Das Anfi-Projekt wurde 1988 von dem norwegischen Unternehmer Bjørn Lyng ins Leben gerufen. 1992 wurde die Betreibergesellschaft Anfi International gegründet. Bis 2003 entstanden in dem zwischen Arguineguín und Puerto Rico gelegenen Ort Patalavaca die vier Ferienclubs Anfi Beach Club (1993), Club Puerto Anfi (1996), Club Monte Anfi (1999) und Club Gran Anfi (2003). Diese verfügen über gemeinsame Parkanlagen, ein Einkaufszentrum, einen Yachthafen, eine planmäßig angelegte Insel in Herzform und einen künstlich geschaffenen Sandstrand. Das beim Bau abgetragene natürliche Gestein wurde großteils wiederverwendet. Insgesamt verfügt Anfi del Mar über 869 Appartements und rund 33.000 Mitgliederfamilien weltweit.
Im Jahr 2002 begannen die Bauarbeiten der Anfi Tauro Golf & Luxury Resorts im Tal von Tauro. Das erste Hotel des neuen Resorts, der Anfi Emerald Club mit zwei hoteleigenen Golfplätzen (9- und 18-Loch), wurde 2008 fertiggestellt. Im Juli 2015 wurde  mit dem Bau eines 300 m langen und 50 m breiten Sandstrandes begonnen. Die in der Folge angekündigten Projekte, deren Realisierung 2015 vom spanischen Umweltministerium (Ministerio de Medio Ambiente) genehmigt wurde, beinhalten einen Sporthafen mit 400 Anlegeplätzen, mehrere Hotels mit insgesamt 7.500 Betten sowie ein Einkaufszentrum mit einer Verkaufsfläche von 18.000 m².

## Investoren
Im Dezember 2000 erwarb die deutsche Preussag AG (seit 2002: TUI) mit einer Beteiligung von 51 % die Anteilsmehrheit an der Hotelkette. 2004 veräußerte TUI aus strategischen Gründen ihre Beteiligung wieder, und zwar zum Preis von 44,3 Millionen Euro an die zur Lyng-Gruppe gehörende Gesellschaft Anfi International. Die kanarische Unternehmensgruppe Santana Cazorla, die neben ihrem Kerngeschäft, der Bauwirtschaft, zuletzt verstärkt in den Tourismus investiert hatte, erwarb noch im selben Jahr 50 % der Gesellschaftsanteile. 2016 übernahm die auf Gran Canaria ansässige Lopesán-Gruppe über ihre Tochterfirma IFA die Anteile der Lyng-Gruppe. Nach der Insolvenz von Santana Cazorla und einer langwierigen juristischen Auseinandersetzung gingen deren Anteile im Jahr 2025 ebenfalls an die Lopesán-Gruppe, die damit zur Mehrheitseigentümerin wurde.

## Auszeichnungen

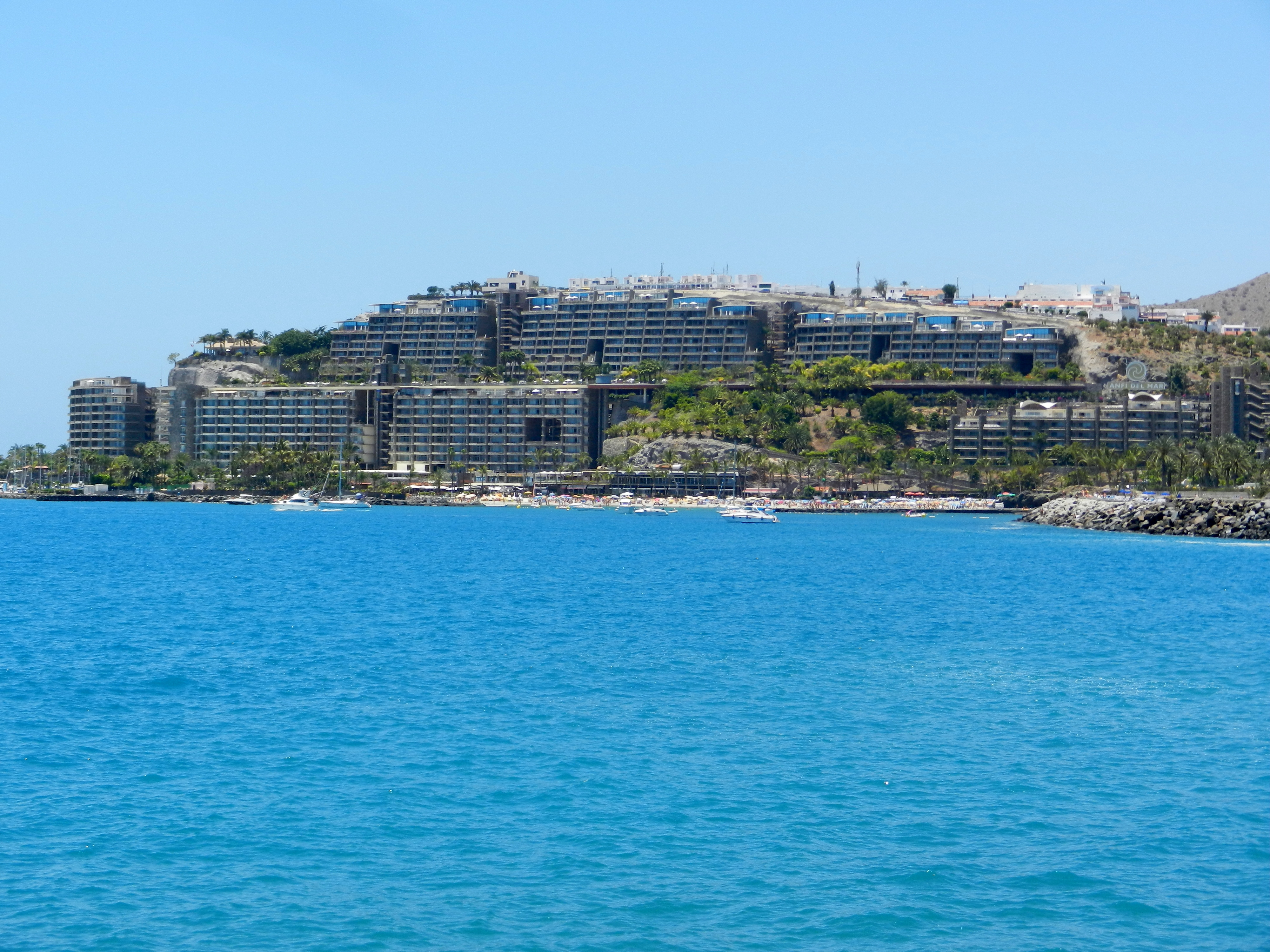
Anfi del Mar von der Playa de Patalavaca aus gesehen (2011)

- 1997: Zertifikat „Nummer 1 aller Ferienanlagen Spaniens“ für die Anlage Anfi del Mar, verliehen vom spanischen Tourismusministerium.[10]
- 2008: European & African Property Award 2008, verliehen von CNBC.[11]